# Кубок Англии по футболу 1897/1898
Кубок Англии 1897/98 (англ. FA Cup 1897–98) — 27-й розыгрыш старейшего кубкового футбольного турнира, Кубка Футбольной ассоциации, более известного как Кубок Англии. Победителем турнира стал клуб «Ноттингем Форест», обыгравший в финальном матче «Дерби Каунти» со счётом 3:1.

## Календарь
| Раунд                            | Дата                      |
| -------------------------------- | ------------------------- |
| Предварительный раунд            | Суббота, 18 сентября 1897 |
| Первый квалификационный раунд    | Суббота, 25 сентября 1897 |
| Второй квалификационный раунд    | Суббота, 16 октября 1897  |
| Третий квалификационный раунд    | Суббота, 30 октября 1897  |
| Четвёртый квалификационный раунд | Суббота, 20 ноября 1897   |
| Пятый квалификационный раунд     | Суббота, 11 декабря 1898  |
| Первый раунд                     | Суббота, 29 января 1898   |
| Второй раунд                     | Суббота, 12 февраля 1898  |
| Третий раунд                     | Суббота, 26 февраля 1898  |
| Полуфиналы                       | Суббота, 19 марта 1898    |
| Финал                            | Суббота, 16 апреля 1898   |

## Первый раунд
В первом раунде сыграли 32 команды, включая 8 победителей пятого квалификационного раунда, а также 18 команд из Первого дивизиона и 6 команд из Второго дивизиона («Ньютон Хит», «Бернли», «Лестер Фосс», «Гримсби Таун», «Уолсолл» и «Манчестер Сити»). Оставшиеся команды Второго дивизиона играли в квалификационных раундах, из них в первый раунд вышли только «Ньюкасл Юнайтед», «Лутон Таун» и «Вулидж Арсенал» и «Гейнсборо Тринити». Также в этом раунде сыграли 4 клуба, не входивших в Футбольную лигу, но прошедших квалификационные раунды.
| №           | Хозяева              | Счёт | Гости                   | Дата           |
| ----------- | -------------------- | ---- | ----------------------- | -------------- |
| 1           | Бернли               | 3:1  | Вулидж Арсенал          | 29 января 1898 |
| 2           | Бери                 | 1:2  | Сток                    | 29 января 1898 |
| 3           | Ливерпуль            | 2:0  | Хакнолл Сент-Джонс      | 29 января 1898 |
| 4           | Престон Норт Энд     | 1:2  | Ньюкасл Юнайтед         | 29 января 1898 |
| 5           | Саутгемптон          | 2:1  | Лестер Фосс             | 29 января 1898 |
| 6           | Ноттс Каунти         | 0:1  | Вулверхэмптон Уондерерс | 29 января 1898 |
| 7           | Ноттингем Форест     | 4:0  | Гримсби Таун            | 29 января 1898 |
| 8           | Лонг Итон Рейнджерс  | 0:1  | Гейнсборо Тринити       | 29 января 1898 |
| 9           | Вест Бромвич Альбион | 2:0  | Нью-Брайтон Тауэр       | 29 января 1898 |
| 10          | Сандерленд           | 0:1  | Уэнсдей                 | 29 января 1898 |
| 11          | Дерби Каунти         | 1:0  | Астон Вилла             | 29 января 1898 |
| 12          | Лутон Таун           | 0:1  | Болтон Уондерерс        | 29 января 1898 |
| 13          | Эвертон              | 1:0  | Блэкберн Роверс         | 29 января 1898 |
| 14          | Ньютон Хит           | 1:0  | Уолсолл                 | 29 января 1898 |
| 15          | Шеффилд Юнайтед      | 1:1  | Берзлем Порт Вейл       | 29 января 1898 |
| Переигровка | Берзлем Порт Вейл    | 2:1  | Шеффилд Юнайтед         | 2 февраля 1898 |
| 16          | Манчестер Сити       | 1:0  | Уиган Каунти            | 29 января 1898 |

## Второй раунд
| №           | Хозяева                 | Счёт | Гости             | Дата            |
| ----------- | ----------------------- | ---- | ----------------- | --------------- |
| 1           | Бернли                  | 3:0  | Берзлем Порт Вейл | 12 февраля 1898 |
| 2           | Саутгемптон             | 1:0  | Ньюкасл Юнайтед   | 12 февраля 1898 |
| 3           | Сток                    | 0:0  | Эвертон           | 12 февраля 1898 |
| Переигровка | Эвертон                 | 5:1  | Сток              | 17 февраля 1898 |
| 4           | Ноттингем Форест        | 4:0  | Гейнсборо Тринити | 12 февраля 1898 |
| 5           | Болтон Уондерерс        | 1:0  | Манчестер Сити    | 12 февраля 1898 |
| 6           | Вулверхэмптон Уондерерс | 0:1  | Дерби Каунти      | 12 февраля 1898 |
| 7           | Вест Бромвич Альбион    | 1:0  | Уэнсдей           | 12 февраля 1898 |
| 8           | Ньютон Хит              | 0:0  | Ливерпуль         | 12 февраля 1898 |
| Переигровка | Ливерпуль               | 2:1  | Ньютон Хит        | 16 февраля 1898 |

## Третий раунд
| №           | Хозяева              | Счёт | Гости            | Дата            |
| ----------- | -------------------- | ---- | ---------------- | --------------- |
| 1           | Бернли               | 1:3  | Эвертон          | 26 февраля 1898 |
| 2           | Болтон Уондерерс     | 0:0  | Саутгемптон      | 26 февраля 1898 |
| Переигровка | Саутгемптон          | 4:0  | Болтон Уондерерс | 2 марта 1898    |
| 3           | Вест Бромвич Альбион | 2:3  | Ноттингем Форест | 26 февраля 1898 |
| 4           | Дерби Каунти         | 1:1  | Ливерпуль        | 26 февраля 1898 |
| Переигровка | Ливерпуль            | 1:5  | Дерби Каунти     | 2 марта 1898    |

## Полуфиналы
| Дерби Каунти | 3:1 | Эвертон |
| ------------ | --- | ------- |
|              |     |         |

| Ноттингем Форест | 1:1 | Саутгемптон |
| ---------------- | --- | ----------- |
|                  |     |             |

Переигровка
| Ноттингем Форест | 2:0 | Саутгемптон |
| ---------------- | --- | ----------- |
|                  |     |             |

## Финал
Финал прошёл 16 апреля 1898 года на лондонском стадионе «Кристал Пэлас». В нём встретились «Ноттингем Форест» и «Дерби Каунти». Победу со счётом 3:1 одержал ноттингемский клуб.
| Ноттингем Форест                | 3:1 | Дерби Каунти |
| ------------------------------- | --- | ------------ |
| - Кейпс 19′ 42′ - Макферсон 86′ |     | Блумер 31′   |

| Ноттингем Форест | Дерби Каунти |